# Michael Walther der Jüngere
Michael Walther der Jüngere (* 3. März 1638 in Aurich; † 21. Januar 1692 in Wittenberg) war ein deutscher Mathematiker und lutherischer Theologe.

## Leben und Wirken
Geboren als Sohn von Michael Walther dem Älteren und seiner Frau Margaretha, der Tochter des Osterwiker Stadtrichters Matthias Gleißenberger, genoss er in der Umgebung seiner Eltern zunächst eine vorzügliche Ausbildung. In seinem 16. Lebensjahr bezieht er die Universität Helmstedt und wechselt drei Jahre später am 22. April 1656 an die Universität Wittenberg, wo er sich am 13. Oktober 1659 den akademischen Grad eines Magisters der philosophischen Wissenschaften erwirbt. Daraufhin hält er selbst Vorlesungen und wird am 25. November 1661 als Adjunkt an die philosophische Fakultät aufgenommen. Bereits 1664 hatte man ihn für die Professur der niederen Mathematik in Wittenberg vorgeschlagen.
Da er jedoch die damalige vakante Stelle nicht bekam, begab er sich 1665 auf eine Bildungsreise durch Deutschland, auf der er Bekanntschaft mit umfangreichen Bibliotheken und den anerkannten Männern der Zeitgeschichte machte. Zurückgekehrt nach Wittenberg, wurde durch den Tod von Christoph Notnagel 1666 die Stelle der höheren Mathematik vakant, um die sich Walther bewarb und diese mit Empfehlung der Universität als einziger Bewerber im Juli übernahm. Erst im August erfolgte die kurfürstliche Bestätigung seines Anliegens. Nach dem Tod von Johann Erich Ostermann übernahm er 1668 die Aufsicht über die kurfürstlichen Stipendiaten. In seiner Position als Mathematiklehrer bemühte er sich auch beim Kurfürsten um die Errichtung einer Sternwarte in Wittenberg. Er wollte diese auf dem Dach des Augusteums errichten. Jedoch scheiterte das Ansinnen, zumal die finanziellen Mittel dazu fehlten.
Gern hätte man ihn für das Rektorat am Stettiner Gymnasium gewonnen, ebenso bot man ihm die Stelle eines Professors der Theologie, samt der damit verbundenen Generalsuperintendentur in Greifswald an, ebenso die Generalsuperintendentur in Aurich. Jedoch lehnte er sie alle ab. Nachdem Johann Friedrich Mayer aus seiner Professur ausgestiegen und Abraham Calov verstorben war, wurde eine Neubesetzung der theologischen Fakultät durchgeführt. Walther übernahm 1687 als treuer Anhänger der lutherischen Orthodoxie die ordentliche vierte theologische Professur und wurde damit verbunden Inspektor der kurfürstlichen Stipendiaten. Daraufhin erwirbt er sich am 12. August 1687 das Lizentiat der Theologie, wird am 15. August offiziell in die theologische Fakultät aufgenommen, wurde am 2. September dafür ordiniert, begann am 25. September mit Vorlesungen und promovierte am 15. Dezember 1687 zum Doktor der Theologie.
Walther hielt seine Vorlesungen meist in lateinischer Sprache ab. Wenn er jedoch über Geschichte oder über Biographien referierte, redete er im klaren Deutsch. Damit hat er als früher Vorläufer dazu beigetragen, dass sich die deutsche Sprache an Universitäten zu etablieren begann. Walther, der zu den typischen Vertretern der lutherischen Orthodoxie zählt und als solcher in der Bestrebung der Herauskristallisierung des Alleinvertretungsanspruches derselben aktiv war, sollte man nicht als streitsüchtig, unduldsam und verblendet betrachten. Er hat entsprechend seiner Zeit aus dem Blickwinkel seines persönlichen Umfeldes agiert. Auch wenn die Lutherische Orthodoxie an dem Rechtsanspruch als einzig wahre Theologie gelten zu wollen, gescheitert ist.
So sollte dieser historische Kontext, jederzeit auf moderne ähnlich gelagerte Ansprüche in der christlichen Theologie reflektierbar sein. Daher ist die Auseinandersetzung mit der lutherischen Theologie, gerade in jenem Kontext heute noch brisant. Walther hat sich zudem auch an den organisatorischen Aufgaben der Universität beteiligt; so hat er semesterweise vier Mal das Amt des Dekans der philosophischen Fakultät bekleidet, war zwei Mal Prodekan der theologischen Fakultät und im Sommersemester 1676 sowie im Wintersemester 1690 zwei Mal Rektor der Hochschule. Nach seinem Ableben wurde er in der Schlosskirche Wittenbergs beigesetzt, wo ihm auch ein Epitaph errichtet wurde, welches bei der Beschießung 1760 verloren gegangen zu sein scheint.

## Familie
Walther war mehrfach verheiratet. Seine erste Ehe ging er am 30. März 1668 mit Euphrosine († 16. März 1673 in Wittenberg) der Tochter des Konrad Viktor Schneider ein. Bekannt aus dieser Ehe sind die Kinder Michael Conrad (* 28. Februar 1669 in Wittenberg; † 26. Januar 1683 in Wittenberg), Euphrosine Sophie (* 25. März 1671 in Wittenberg) und Anne Juliane (* 7. März 1673 in Wittenberg; † 12. Februar 1683 ebenda).
Seine zweite Ehe ging er am 6. Juni 1680 mit Anne Margarethe (* 19. November 1658 in Wittenberg; † 8. Februar 1683 in Wittenberg), der Tochter seines einstigen Vorgängers in der Professur der Mathematik Christoph Notnagel und dessen Frau Elisabeth, der Tochter des Assessors an der Wittenberger Juristenfakultät Christian Kremberg, ein. Bekannt sind aus dieser Ehe die Kinder Elenora Christin (* † 27. Juni 1681 in Wittenberg, nach Geburt und Taufe) und Amalie Beathe (* 28. April 1682 in Wittenberg; † 19. September 1682 in Wittenberg).
Die dritte Ehe ging er 28. Oktober 1684 mit der Tochter Anna Coecilia (* 1665; † 2. November 1688), der Tochter des Johann Deutschmann ein. Bekannt sind hier die Kinder Johann Christian (* 12. Juni 1686 in Wittenberg) und Augustin Friedrich Walther.
Seine vierte Ehe ging er am 16. April 1691 mit Christina Leyser, geb. Strauch (* 6. April 1652; † 18. Oktober 1711, Tochter des Augustin Strauch), Witwe des Wilhelm Leyser ein. Aus dieser Ehe sind keine Kinder bekannt.

## Werkauswahl
Sein schriftliches Werk ist umfangreich. Sein Sohn, der Leipziger Professor Augustin Friedrich Walther, hat seine unveröffentlichten Schriften der Leipziger Universitätsbibliothek geschenkt.
- Disquisitio physica mathematica de mutuis siderum radiationibus, quas vulgo adspectus vocant.(Resp. Friderich Kohlmeyer) Haken, Wittenberg 1660. (Digitalisat)
- Analecta philosophiae mathematicae. (Resp. Anthonius Gunther Cadow) Henckel, Wittenberg 1674. (Digitalisat)
- De Cometis. (Resp. Georg Gassitz) Wilcke, Wittenberg 1679.
- De longitudine geographica disputatio. (Resp. Strangone Johann Owen) Schrödter, Wittenberg 1675. (Digitalisat)
- De Zona torrida. (Resp. Johannes Baptista Röschel) Henckel, Wittenberg 1678. (Digitalisat)
- De aureo numero chronologica dissertatione. (Resp. Christianu Eberhard Morian) Ziegenbein, Wittenberg 1680. (Digitalisat)
- De itinere sabbathi exercitatio academica. (Resp. Antonius Gunther Cadov) 1674. (Digitalisat)
- Disputatio Theologica, De Fidei Nicaenae, i. e. Articuli De Sacro-Sancta Trinitate, Antiqvitate [Antiquitate], Veritate Et Necessitate. (Resp. Johannes Baptista Röschel) Henckel, Wittenberg 1687. (Digitalisat)
- Disputatio Theologica, De Iustitia Inhaerente, Contra Pontificios. (Resp. Johannes Petrus Konow) Henckel, Wittenberg 1687. (Digitalisat)
- Quid circa clavem ligantem liceat?, dissertatione theoretico-practica. (Resp. Melchior Eppen) Schultz, Wittenberg 1688.
- Disputatio theologica de fide baptizatorum infantum. (Resp. Johannes Büsch) Wittenberg 1687. (Digitalisat)
- Jesus ante Mariam exercitatione theologica consideratus. (Resp. Christoph Haken) Henckel, Wittenberg 1688. (Digitalisat)
- De catechizatione veterum, maxime ex antiquitate ecclesiastica et theologia catechetica. (Resp. Johann Sigismund Starck) Schrödter, Wittenberg 1688. (Digitalisat)
- Disputatio Theologica De Concursu Dei. (Resp. Georg Neumann) Henckel, Wittenberg 1688. (Digitalisat)
- De Satisfactionis Christi certitudine ex . . .. (Resp. Johann Philipp Oheim) Henckel, Wittenberg 1689.
- Dissertatio Theologica De Abusu Distinctionis Inter Praesentiam Intimam & Extimam. (Resp. Joachim Weickhmann) Wilck, Wittenberg 1689. (Digitalisat)
- De Disputationibus Academicis. (Resp. Tobias Eckhard) Wittenberg 1692.
- Disputatio theologica inauguralis de dissimilitudine ortus nostri et Christi hominis. (Resp. Johann David Schwertner) Wittenberg 1703. (Digitalisat)
- Disputatio theologica de Christi hominis anamartēsia. (Resp. Johannes Erdmann Albinus) Henckel, Wittenberg 1690. (Digitalisat)
- Disputatio Theologica De Novo Legislatore Christo, Contra Socinianos et Arminianos. (Resp. David Hornic) Fincel, Wittenberg 1701. (Digitalisat)
- Dissertatio astronomica de eclipsibus in genere, et solis in specie. Wittenberg 1680